# 2024–2025-ös spanyol női labdarúgó-bajnokság (első osztály)
A 2024–2025-ös spanyol női labdarúgó-bajnokság első osztálya (hivatalos nevén: Primera División, vagy Finetwork Liga F) a spanyol női országos bajnokságok 37. szezonja. A kiírást tizenhat csapat részvételével rendezték. A bajnokságot a Barcelona együttese nyerte zsinórban hatodik alkalommal.

## A bajnokság csapatai

### Csapatváltozások
| Kiesett a másodosztályba      | Feljutott az első osztályba  |
| ----------------------------- | ---------------------------- |
| Villarreal CF Sporting Huelva | Deportivo La Coruña Espanyol |

### Csapatok adatai
| Klub                | Település       | Stadion                       | Férőhely | Vezetőedző        | 2023–24-es helyezés |
| ------------------- | --------------- | ----------------------------- | -------- | ----------------- | ------------------- |
| Athletic Bilbao     | Bilbao          | Lezama Sportközpont           | 3 200    | David Aznar       | 5.                  |
| Atlético Madrid     | Madrid          | Wanda Alcalá de Henares       | 2 700    | Víctor Martín     | 3.                  |
| Barcelona           | Barcelona       | Johan Cruijff Stadion         | 6 000    | Pere Romeu        | 1.                  |
| Deportivo La Coruña | Abegondo        | Cidade Deportiva de Abegondo  | 1 000    | Fran Alonso       | 2. 1ª RFEF          |
| Eibar               | Eibar           | Instalaciones de Unbe         | 1 000    | Yerai Martín      | 10.                 |
| Espanyol            | Barcelona       | Ciudad Esportiva Dani Jarque  | 1 500    | Sara Monforte     | 3. 1ª RFEF          |
| Granada             | Granada         | Ciudad Deportiva del Granada  | 600      | Arturo Ruíz       | 14.                 |
| Levante             | Valencia        | Ciudad Deportiva de Buñol     | 600      | Ángel Saiz        | 4.                  |
| Levante Badalona    | Sant Joan Despí | Municipal Badalona            | 4 170    | Ferrán Cabello    | 13.                 |
| Madrid CFF          | Madrid          | Nuevo Matapiñonera            | 3 000    | Juanjo Vila       | 6.                  |
| Real Betis          | Sevilla         | Ciudad Deportiva Luis del Sol | 1 300    | Joseba Agirre     | 11.                 |
| Real Madrid         | Madrid          | Alfredo Di Stéfano stadion    | 6 000    | Alberto Toril     | 2.                  |
| Real Sociedad       | San Sebastián   | Instalaciones de Zubieta      | 2 500    | José Luis Sánchez | 8.                  |
| Sevilla             | Sevilla         | Estadio Jesús Navas           | 7 500    | David Losada      | 7.                  |
| UDG Tenerife        | Adeje           | Campo de Fútbol de Adeje      | 1 100    | Eder Maestre      | 9.                  |
| Valencia            | Valencia        | Estadio Antonio Puchades      | 2 250    | Jesús Oliva       | 12.                 |

### Vezetőedző váltások
| Csapat              | Távozó edző         | Ok                                     | Dátum              | Poz. | Érkező edző                | Dátum              |
| ------------------- | ------------------- | -------------------------------------- | ------------------ | ---- | -------------------------- | ------------------ |
| Barcelona           | Jonatan Giráldez    | közös megegyezés                       | 2024. június 16.   | –    | Pere Romeu                 | 2024. június 21.   |
| Real Sociedad       | Natalia Arroyo      | közös megegyezés                       | 2024. május 1.     | –    | José Luis Sánchez          | 2024. június 19.   |
| Sevilla             | Cristian Toro       | közös megegyezés                       | 2024. június 30.   | –    | David Losada               | 2024. augusztus 7. |
| Espanyol            | Juan Ignacio Ibarra | megbízás vége, másodedzőként folytatja | 2024. június 20.   | –    | Sara Monforte              | 2024. június 20.   |
| UDG Tenerife        | José Herrera        | közös megegyezés                       | 2024. június 20.   | –    | Eder Maestre               | 2024. június 20.   |
| Granada             | Roger Lamesa        | közös megegyezés                       | 2024. június 21.   | –    | Arturo Ruíz                | 2024. június 27.   |
| Madrid CFF          | Victor Martín       | közös megegyezés                       | 2024. június 27.   | –    | Juanjo Vila                | 2024. augusztus 7. |
| Atlético Madrid     | Arturo Ruíz         | megbízás vége                          | 2024. június 27.   | –    | Victor Martín              | 2024. június 27.   |
| Deportivo La Coruña | Irene Ferreras      | elbocsátás                             | 2024. november 23. | 15.  | Fran Alonso                | 2024. november 24. |
| Levante             | Roger Lamesa        | elbocsátás                             | 2025. január 10.   | 15.  | Santi Triguero (megbízott) | 2025. január 10.   |
| Levante             | Santi Triguero      | megbízás vége                          | 2025. február 2.   | 15.  | Ángel Saiz                 | 2025. február 3.   |
| Levante Badalona    | Ferrán Cabello      | sportigazgatói pozíció                 | 2025. április 16.  | 14.  | Ana Junyent                | 2025. április 16.  |

## Tabella
| Hely. | Csapat                | M  | Gy | D  | V  | G+  | G– | Gk   | P  | Megjegyzés                   |
| ----- | --------------------- | -- | -- | -- | -- | --- | -- | ---- | -- | ---------------------------- |
| 1.    | Barcelona CV KGY B    | 30 | 28 | 0  | 2  | 128 | 16 | +112 | 84 | Bajnokok Ligája (csoportkör) |
| 2.    | Real Madrid           | 30 | 24 | 4  | 2  | 87  | 28 | +59  | 76 | Bajnokok Ligája (2. forduló) |
| 3.    | Atlético Madrid       | 30 | 16 | 10 | 4  | 49  | 23 | +26  | 58 | Bajnokok Ligája (2. forduló) |
| 4.    | Athletic Bilbao       | 30 | 16 | 3  | 11 | 40  | 32 | +8   | 51 |                              |
| 5.    | Granada               | 30 | 14 | 3  | 13 | 42  | 45 | −3   | 45 |                              |
| 6.    | UDG Tenerife          | 30 | 11 | 9  | 10 | 40  | 36 | +4   | 42 |                              |
| 7.    | Real Sociedad         | 30 | 12 | 5  | 13 | 40  | 45 | −5   | 41 |                              |
| 8.    | Eibar                 | 30 | 10 | 8  | 12 | 24  | 41 | −17  | 38 |                              |
| 9.    | Sevilla               | 30 | 10 | 6  | 14 | 32  | 47 | −15  | 36 |                              |
| 10.   | Madrid CFF            | 30 | 9  | 6  | 15 | 37  | 62 | −25  | 33 |                              |
| 11.   | Espanyol Ú            | 30 | 7  | 11 | 12 | 29  | 50 | −21  | 32 |                              |
| 12.   | Levante               | 30 | 8  | 7  | 15 | 30  | 45 | −15  | 31 |                              |
| 13.   | Levante Badalona      | 30 | 6  | 10 | 14 | 24  | 45 | −21  | 28 |                              |
| 14.   | Deportivo La Coruña Ú | 30 | 6  | 9  | 15 | 27  | 48 | −21  | 27 |                              |
| 15.   | Real Betis K          | 30 | 6  | 5  | 19 | 24  | 67 | −43  | 23 | 1ª RFEF                      |
| 16.   | Valencia K            | 30 | 5  | 8  | 17 | 24  | 47 | −23  | 23 | 1ª RFEF                      |

### Helyezések fordulónként
| Csapat ╲ Forduló    | 1               | 2  | 3  | 4  | 5  | 6  | 7  | 8  | 9  | 10 | 11 | 12 | 13 | 14 | 15 | 16 | 17 | 18 | 19 | 20 | 21 | 22 | 23 | 24 | 25 | 26 | 27 | 28 | 29 | 30 |   |
| ------------------- | --------------- | -- | -- | -- | -- | -- | -- | -- | -- | -- | -- | -- | -- | -- | -- | -- | -- | -- | -- | -- | -- | -- | -- | -- | -- | -- | -- | -- | -- | -- | - |
| Csapat ╲ Forduló    | Athletic Bilbao | 7  | 6  | 7  | 5  | 8  | 6  | 6  | 7  | 5  | 7  | 5  | 5  | 5  | 5  | 5  | 4  | 5  | 4  | 3  | 4  | 4  | 4  | 4  | 4  | 4  | 4  | 4  | 4  | 4  | 4 |
| Atlético Madrid     | 3               | 4  | 2  | 3  | 3  | 3  | 3  | 2  | 3  | 2  | 2  | 3  | 3  | 3  | 3  | 3  | 4  | 3  | 4  | 3  | 3  | 3  | 3  | 3  | 3  | 3  | 3  | 3  | 3  | 3  |   |
| Barcelona           | 2               | 2  | 3  | 1  | 1  | 1  | 1  | 1  | 1  | 1  | 1  | 1  | 1  | 1  | 1  | 1  | 1  | 1  | 1  | 1  | 1  | 1  | 1  | 1  | 1  | 1  | 1  | 1  | 1  | 1  |   |
| Real Betis          | 13              | 15 | 13 | 14 | 15 | 15 | 14 | 10 | 13 | 14 | 12 | 12 | 11 | 12 | 12 | 14 | 14 | 14 | 13 | 14 | 14 | 15 | 15 | 15 | 15 | 15 | 15 | 15 | 15 | 15 |   |
| Deportivo La Coruña | 15              | 14 | 12 | 13 | 14 | 13 | 10 | 13 | 14 | 15 | 15 | 15 | 15 | 15 | 14 | 13 | 13 | 12 | 12 | 10 | 12 | 12 | 13 | 13 | 11 | 13 | 13 | 14 | 14 | 14 |   |
| Eibar               | 4               | 3  | 5  | 8  | 9  | 9  | 9  | 11 | 12 | 13 | 13 | 13 | 12 | 13 | 12 | 12 | 10 | 11 | 10 | 11 | 9  | 9  | 8  | 8  | 8  | 8  | 8  | 9  | 9  | 8  |   |
| Espanyol            | 16              | 16 | 14 | 15 | 11 | 14 | 15 | 14 | 11 | 9  | 10 | 9  | 8  | 8  | 11 | 11 | 12 | 13 | 14 | 13 | 13 | 13 | 11 | 12 | 12 | 11 | 11 | 10 | 11 | 11 |   |
| Granada             | 14              | 12 | 9  | 12 | 13 | 10 | 11 | 9  | 10 | 11 | 9  | 8  | 6  | 7  | 6  | 7  | 7  | 7  | 7  | 6  | 6  | 6  | 5  | 5  | 5  | 5  | 5  | 5  | 5  | 5  |   |
| Levante Badalona    | 8               | 7  | 4  | 4  | 4  | 4  | 4  | 4  | 6  | 6  | 6  | 7  | 9  | 10 | 10 | 9  | 8  | 8  | 9  | 9  | 10 | 11 | 12 | 11 | 13 | 14 | 14 | 12 | 12 | 13 |   |
| Levante             | 12              | 13 | 16 | 11 | 12 | 12 | 13 | 15 | 15 | 12 | 14 | 14 | 14 | 14 | 15 | 15 | 15 | 15 | 15 | 15 | 15 | 14 | 14 | 14 | 14 | 12 | 12 | 13 | 13 | 12 |   |
| Madrid CFF          | 6               | 5  | 6  | 9  | 10 | 11 | 12 | 12 | 9  | 8  | 11 | 10 | 10 | 9  | 9  | 10 | 11 | 9  | 11 | 12 | 11 | 10 | 10 | 10 | 10 | 10 | 10 | 11 | 10 | 10 |   |
| Real Madrid         | 1               | 1  | 1  | 2  | 2  | 2  | 2  | 3  | 2  | 3  | 3  | 2  | 2  | 2  | 2  | 2  | 2  | 2  | 2  | 2  | 2  | 2  | 2  | 2  | 2  | 2  | 2  | 2  | 2  | 2  |   |
| Real Sociedad       | 10              | 11 | 10 | 6  | 5  | 5  | 5  | 5  | 4  | 4  | 4  | 4  | 4  | 4  | 4  | 5  | 3  | 5  | 5  | 5  | 5  | 5  | 6  | 7  | 7  | 7  | 7  | 7  | 6  | 7  |   |
| Sevilla             | 5               | 9  | 11 | 7  | 7  | 8  | 7  | 8  | 8  | 10 | 8  | 11 | 13 | 11 | 8  | 8  | 9  | 10 | 8  | 8  | 8  | 8  | 9  | 9  | 9  | 9  | 9  | 8  | 8  | 9  |   |
| UDG Tenerife        | 11              | 8  | 8  | 10 | 6  | 7  | 8  | 6  | 7  | 5  | 7  | 6  | 7  | 6  | 7  | 6  | 6  | 6  | 6  | 7  | 7  | 7  | 7  | 6  | 6  | 6  | 6  | 6  | 7  | 6  |   |
| Valencia            | 9               | 10 | 15 | 16 | 16 | 16 | 16 | 16 | 16 | 16 | 16 | 16 | 16 | 16 | 16 | 16 | 16 | 16 | 16 | 16 | 16 | 16 | 16 | 16 | 16 | 16 | 16 | 16 | 16 | 16 |   |

## Statisztikák
| Gól | Név                   | Csapat              |
| --- | --------------------- | ------------------- |
| 25  | Ewa Pajor             | Barcelona           |
| 16  | Alexia Putellas       | Barcelona           |
| 16  | Edna Imade            | Granada             |
| 15  | Alba Redondo          | Real Madrid         |
| 12  | Signe Bruun           | Real Madrid         |
| 12  | Aitana Bonmatí        | Barcelona           |
| 11  | Caroline Hansen       | Barcelona           |
| 11  | Natalia Padilla-Bidas | Sevilla             |
| 11  | Ivonne Chacón         | Levante             |
| 10  | Caroline Weir         | Real Madrid         |
| 10  | Clàudia Pina          | Barcelona           |
| 10  | Rinsola Babajide      | UDG Tenerife        |
| 10  | Gift Monday           | UDG Tenerife        |
| 10  | Vicky López           | Barcelona           |
| 10  | Amaiur Sarriegi       | Real Sociedad       |
| 9   | Emilie Nautnes        | Madrid CFF          |
| 7   | Patricia Guijarro     | Barcelona           |
| 7   | Linda Caicedo         | Real Madrid         |
| 7   | Salma Paralluelo      | Barcelona           |
| 7   | Rasheedat Ajibade     | Atlético Madrid     |
| 7   | Lice Chamorro         | Espanyol            |
| 7   | Fatoumata Kanteh      | Sevilla             |
| 6   | Athenea del Castillo  | Real Madrid         |
| 6   | Esmee Brugts          | Barcelona           |
| 6   | Millene Cabral        | Deportivo La Coruña |
| 6   | Lucía Pardo           | Real Sociedad       |
| 6   | Ane Azkona            | Athletic Bilbao     |
| 6   | Marina Martí          | Valencia            |
| 5   | Giovana Queiroz       | Atlético Madrid     |
| 5   | Olga Carmona          | Real Madrid         |
| 5   | Allegra Poljak        | Madrid CFF          |
| 5   | Fridolina Rolfö       | Barcelona           |
| 5   | Nerea Eizagirre       | Real Sociedad       |
| 5   | Rosa Márquez          | Real Betis          |
| 5   | Alexia Fernández      | Granada             |
| 5   | Caroline Møller       | Real Madrid         |
| 5   | Laura Requena         | Granada             |
| 5   | Nahikari García       | Athletic Bilbao     |
| 5   | Esperanza Pizarro     | Eibar               |

| GP. | Név               | Csapat              |
| --- | ----------------- | ------------------- |
| 11  | Alexia Putellas   | Barcelona           |
| 10  | Caroline Hansen   | Barcelona           |
| 9   | Ewa Pajor         | Barcelona           |
| 9   | Fiamma Benítez    | Atlético Madrid     |
| 9   | Laura Pérez       | Granada             |
| 8   | Caroline Weir     | Real Madrid         |
| 8   | Patricia Guijarro | Barcelona           |
| 8   | Ona Batlle        | Barcelona           |
| 7   | Signe Bruun       | Real Madrid         |
| 7   | Clàudia Pina      | Barcelona           |
| 6   | Aitana Bonmatí    | Barcelona           |
| 6   | Giovana Queiroz   | Atlético Madrid     |
| 6   | Ainhoa Marín      | Deportivo La Coruña |
| 6   | Nerea Nevado      | Athletic Bilbao     |
| 6   | Sandie Toletti    | Real Madrid         |
| 6   | Mapi León         | Barcelona           |
| 6   | Andreia Jacinto   | Real Sociedad       |

| Mérk. | Név               | Csapat              |
| ----- | ----------------- | ------------------- |
| 15    | Dolores Gallardo  | Atlético Madrid     |
| 12    | Adriana Nanclares | Athletic Bilbao     |
| 12    | Cata Coll         | Barcelona           |
| 10    | Elene Lete        | Real Sociedad       |
| 10    | Noelia Ramos      | UDG Tenerife        |
| 8     | Inês Pereira      | Deportivo La Coruña |
| 8     | Misa Rodríguez    | Real Madrid         |
| 8     | Romane Salvador   | Espanyol            |
| 8     | Esther Sullastres | Sevilla             |
| 7     | María Miralles    | Eibar               |

## Díjak

### A hónap játékosa
| Hónap      | A hónap játékosa  | A hónap játékosa | Hivatkozás |
| Hónap      | Játékos           | Klub             | Hivatkozás |
| ---------- | ----------------- | ---------------- | ---------- |
| Szeptember | Rasheedat Ajibade | Atlético Madrid  | [ 24 ]     |
| Október    | Alexia Putellas   | Barcelona        | [ 25 ]     |
| November   | Patricia Guijarro | Barcelona        | [ 26 ]     |
| December   | Edna Imade        | Granada          | [ 27 ]     |
| Január     | Linda Caicedo     | Real Madrid      | [ 28 ]     |
| Február    | Gift Monday       | UDG Tenerife     | [ 29 ]     |
| Március    | Giovana Queiroz   | Atlético Madrid  | [ 30 ]     |
| Április    | Ewa Pajor         | Barcelona        | [ 31 ]     |
| Május      | Clàudia Pina      | Barcelona        | [ 32 ]     |

### Az év csapata
| EA SPORTS szezon csapata | EA SPORTS szezon csapata | EA SPORTS szezon csapata |
| Poz.                     | Játékos                  | Klub                     |
| ------------------------ | ------------------------ | ------------------------ |
| K                        | Inês Pereira             | Deportivo La Coruña      |
| V                        | Ona Batlle               | Barcelona                |
| V                        | Maëlle Lakrar            | Real Madrid              |
| V                        | Alexia Fernández         | Granada                  |
| KP                       | Alexia Putellas          | Barcelona                |
| KP                       | Aitana Bonmatí           | Barcelona                |
| KP                       | Linda Caicedo            | Real Madrid              |
| KP                       | Caroline Weir            | Real Madrid              |
| KP                       | Filippa Angeldahl        | Real Madrid              |
| KP                       | Vilde Bøe Risa           | Atlético Madrid          |
| KP                       | Claire Lavogez           | Real Sociedad            |
| CS                       | Caroline Graham Hansen   | Barcelona                |
| CS                       | Edna Imade               | Granada                  |
| CS                       | Ewa Pajor                | Barcelona                |

Vastaggal nem jelzett játékosok csak elismerésben részesültek.